# Heinz-Joachim Fischer
Heinz-Joachim Fischer (* 6. Juni 1944 in Meseritz, heute Międzyrzecz in Polen) ist ein deutscher Journalist, Publizist und Schriftsteller.

## Leben
Heinz-Joachim Fischer ist in Meseritz, einem damals brandenburgischen Städtchen, östlich von Frankfurt (Oder), geboren; aufgewachsen in Berlin, Ost und West. Seine Eltern waren Paul (1902–1988) und Hildegard Fischer (1908–1971).
Nach dem Abitur 1963 am humanistischen Jesuiten-Gymnasium Canisius-Kolleg Berlin studierte der katholische Fischer in Rom an der vom Orden der „Gesellschaft Jesu“ geleiteten Päpstlichen Gregoriana-Universität als Mitglied des Collegium Germanicum, von 1963 an, in der Zeit des Zweiten Vatikanischen Konzils, zuerst drei Jahre lang Kunstgeschichte und Philosophie, von 1966 bis 1971 Theologie, dazu Publizistik und Politische Wissenschaften an der Universität München. 1970 absolvierte er das Lizenziat der Theologie und 1973 wurde er an der Gregoriana in Rom mit einer religionsphilosophischen Arbeit zum Dr. phil. promoviert.
Nach einigen Monaten der journalistischen Lehre beim Münchner Merkur trat er im September 1974 in die Politische Redaktion der Frankfurter Allgemeinen Zeitung ein. Im Mai 1975 wurde ihm die Berichterstattung über die katholische Kirche anvertraut.
Von 1978 bis 2009 arbeitete der verheiratete Journalist als F.A.Z.-Korrespondent in Rom für Italien und den Vatikan und wohnte in Rom in der Via Flaminia. Im Auftrag der Zeitung besuchte er wiederholt alle Regionen Italiens und schrieb darüber Reiseberichte, Landschaftsporträts, Kunstbücher und Personenessays, die in verschiedenen Büchern ihren Niederschlag fanden.
Die Pflicht, den Papst, zuerst Johannes Paul II. (1978 bis 2005), dann Benedikt XVI. (seit April 2005), auf den Reisen in alle Kontinente zu begleiten, nutzte er, um eine sich globalisierende Welt aus der Nähe kennenzulernen. Er besuchte dabei mehr als 100 Länder und legte rund 900.000 Kilometer zurück. Die langen Erfahrungen mit dem Vatikan, mit Päpsten und einer Weltkirche, gingen in Sachbücher ein.
Die Ewige Stadt bildet den Schauplatz für zwei Romane, einen theologischen und einen politischen, in denen ein Bild Roms über den Tag des Journalisten hinaus versucht wurde. Im September 2008 erschien die Neuauflage des Vatikan-Thrillers mit dem Titel Mistero.

## Ehrungen
- Für seine Berichterstattung erhielt er mehrere Journalisten-Preise, darunter den „Premio Roma“ und den „Premio Goethe“.
- 1992 erhielt er das Verdienstkreuz am Bande des Verdienstordens der Bundesrepublik Deutschland.
- Ehrenbürger der italienischen Gemeinde Costermano, Italien.
- Seit 2015 Ehrentitel „Ambasciatore del Lago di Garda/Botschafter des Gardasees“.

## Werke (Auswahl)
Autor
- mit Hans Weber: Süd-Italien. Apulien, Basilikata, Kalabrien, Kampanien. DuMont, Köln 1986, ISBN 3-7701-1539-2.
- Der heilige Kampf. Geschichte und Gegenwart der Jesuiten. 2. Auflage. Piper, München 1988, ISBN 3-492-10728-1.
- Umbrien. Ein Reisebegleiter. Prestel, München 1989, ISBN 3-7913-1031-3.
- Die Nachfolge. Von der Zeit zwischen den Päpsten. Herder, Freiburg 1997, ISBN 3-451-26190-1.
- Der Turm des Griechen. Roman. Rowohlt, Reinbek 1997, ISBN 3-499-13974-X.
- L’amico tedesco. Kohl, l’Italia e il Vaticano. Ideazione, Rom 1998, ISBN 88-86812-54-X. (Vorwort von Helmut Kohl).
- Die Jahre mit Johannes Paul II. Rechenschaft über ein politisches Pontifikat. Herder, Freiburg 1998, ISBN 3-451-26525-7.
- Italien. Prestel, München 1999, ISBN 3-7913-2220-6.
- Toskana. 6. Auflage. Prestel, München 1999, ISBN 3-7913-0759-2.
- Rom. 2500 Jahre Geschichte, Kunst und Kultur der „ewigen Stadt“. 4. Auflage. DuMont, Ostfildern 2004, ISBN 3-7701-5607-2.
- Benedikt XVI. Ein Porträt. Herder, Freiburg 2005, ISBN 3-451-27681-X.
- Vatikan – von innen. Berichte eines deutschen Journalisten (1975–2005). LIT, Münster 2007, ISBN 978-3-8258-0028-4.
- Mistero. Roman. Thiele, München 2008, ISBN 978-3-85179-048-1. (früherer Titel: Das Lachen der Wölfin. Roman. Weitbrecht, Stuttgart/Wien 1993, ISBN 3-522-71440-7).
- Zwischen Rom und Mekka. Die Päpste und der Islam. Bertelsmann, München 2009, ISBN 978-3-570-01077-8.
- Vom Theologen zum Papst – Joseph Ratzinger – Benedikt XVI. LIT Verlag, Berlin 2010, ISBN 978-3-643-10698-8.
- Die Päpste und der Sex – Die Moral in der Sackgasse. LIT Verlag, Berlin 2011, ISBN 978-3-643-11160-9.
- Päpste und Juden. LIT Verlag, Berlin 2012, ISBN 978-3-643-11699-4.

Herausgeber 
- Bibliothek der verbotenen Bücher. Marix, Wiesbaden
  - Voltaire: Candide oder der Optimismus. 2006, ISBN 3-86539-094-3
  - Sebastian Brant: Das Narrenschiff. 2007, ISBN 978-3-86539-130-8
  - Baruch Spinoza: Die Ethik. 2007, ISBN 978-3-86539-137-7
  - Victor Hugo: Notre Dame in Paris. 2008, ISBN 978-3-86539-156-8
  - Heinrich Heine: Lästerliche Schriften. Der Rabbi von Bacherach. 2010, ISBN 978-3-86539-220-6